# Bidessonotus canis
Bidessonotus canis är en skalbaggsart som beskrevs av K. B. Miller 1997. Bidessonotus canis ingår i släktet Bidessonotus och familjen dykare. Inga underarter finns listade i Catalogue of Life.